# Lolenpass

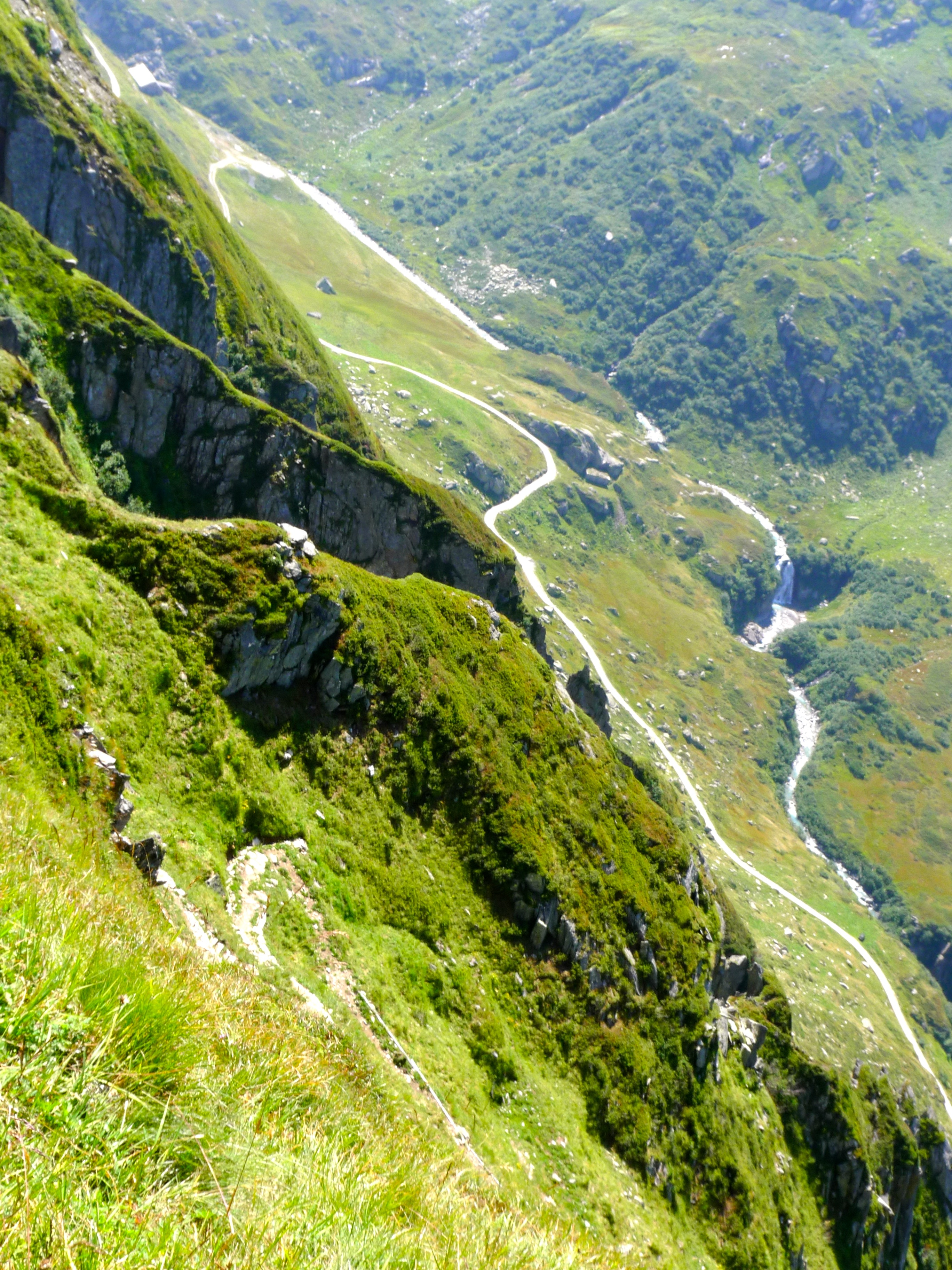
Steilstufe mit Bergpfad auf der Urner Seite des Lolenpasses, in der Tiefe die Unteralpreuss

Der Lolenpass (rätoromanisch Pass Tagliola) ist ein Übergang mit Saumpfad auf 2399 m ü. M. in den Schweizer Kantonen Graubünden und Uri.

## Geografie
Der Lolenpass verbindet die Gegend von Oberalppass und Maighelstal im Kanton Graubünden mit dem Tal der Unteralp. Dieses ist ein Seitental des Urserentales im Kanton Uri. Die Passhöhe liegt auf der Kantonsgrenze. Nördlich des Passes erheben sich der Piz Tagliola (2708 m ü. M.) und der Badus (2928 m ü. M.), im Süden der Schwarzberg/Piz Nair (2763 m ü. M.).

### Ostseite – Graubünden

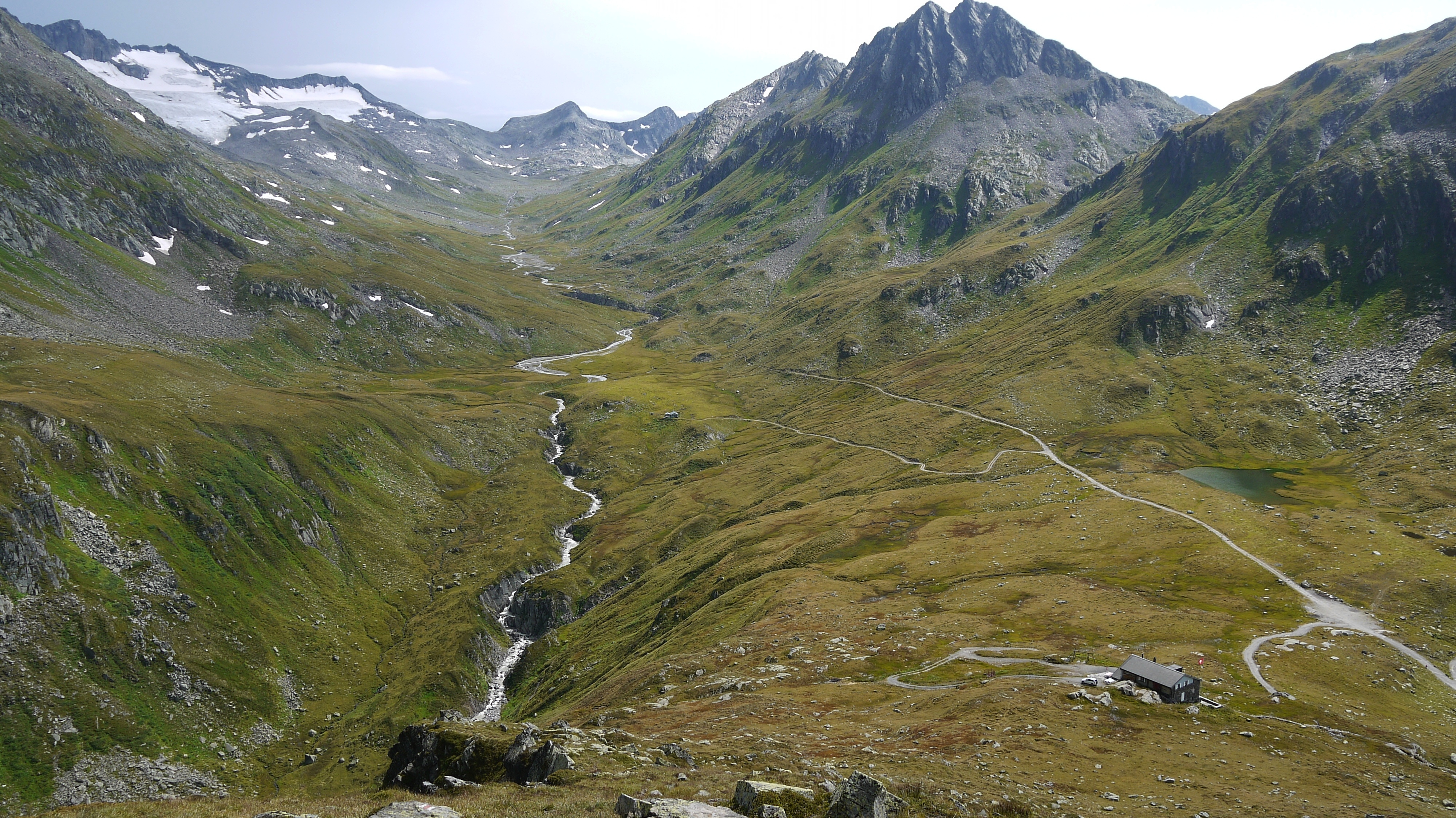
Val Maighels mit Schwarzberg/Piz Nair rechts der Bildmitte und dem Lolenpass darunter

Aus dem Maighelstal (Val Maighels) mit dem Rein da Maighels beträgt der Höhenunterschied zum Pass nur etwa 140 Höhenmeter. Von der Maighelshütte (Camona da Maighels), eine wichtige Zwischenstation für Bergwanderer, führt der Weg vorbei an den Bergseen Lai Urlaun und Lai Carin zur Passhöhe.

### Westseite – Uri
Auf der Urner Seite sind die ersten rund 1000 Meter im Gebiet der Alp Ober Lolen entlang des jungen Trosbachs recht flach, verlieren keine 100 Höhenmeter. Danach fällt das gelände sehr steil über mehrheitlich felsige Stufen zur Unteralp ab. Der Bergweg ist sehr steil und teilweise mit Stufen befestigt. Die Unteralp am Fusse an der Passroute wird von der Unteralpreuss durchflossen. Diese strömt hinab nach Andermatt und mündet dort in die Reuss.

### Nachbarpässe
Der einfachste Übergang zwischen dem Urserntal und dem Tujetsch ist der Oberalppass (2044 m ü. M.) fünf Kilometer nördlich, der mit Strasse und Bahn erschlossen ist. Zwei Kilometer südlich verbindet der Maighelspass (2400 m ü. M.) das Maighelstal mit der Unteralp. Dieser Übergang ist auf beiden Seiten weniger steil als der Lolenpass. Im Süden führt der Passo Bornengo (2630 m ü. M.) vom Maighelstal ins Tessin.

## Zeichensteine

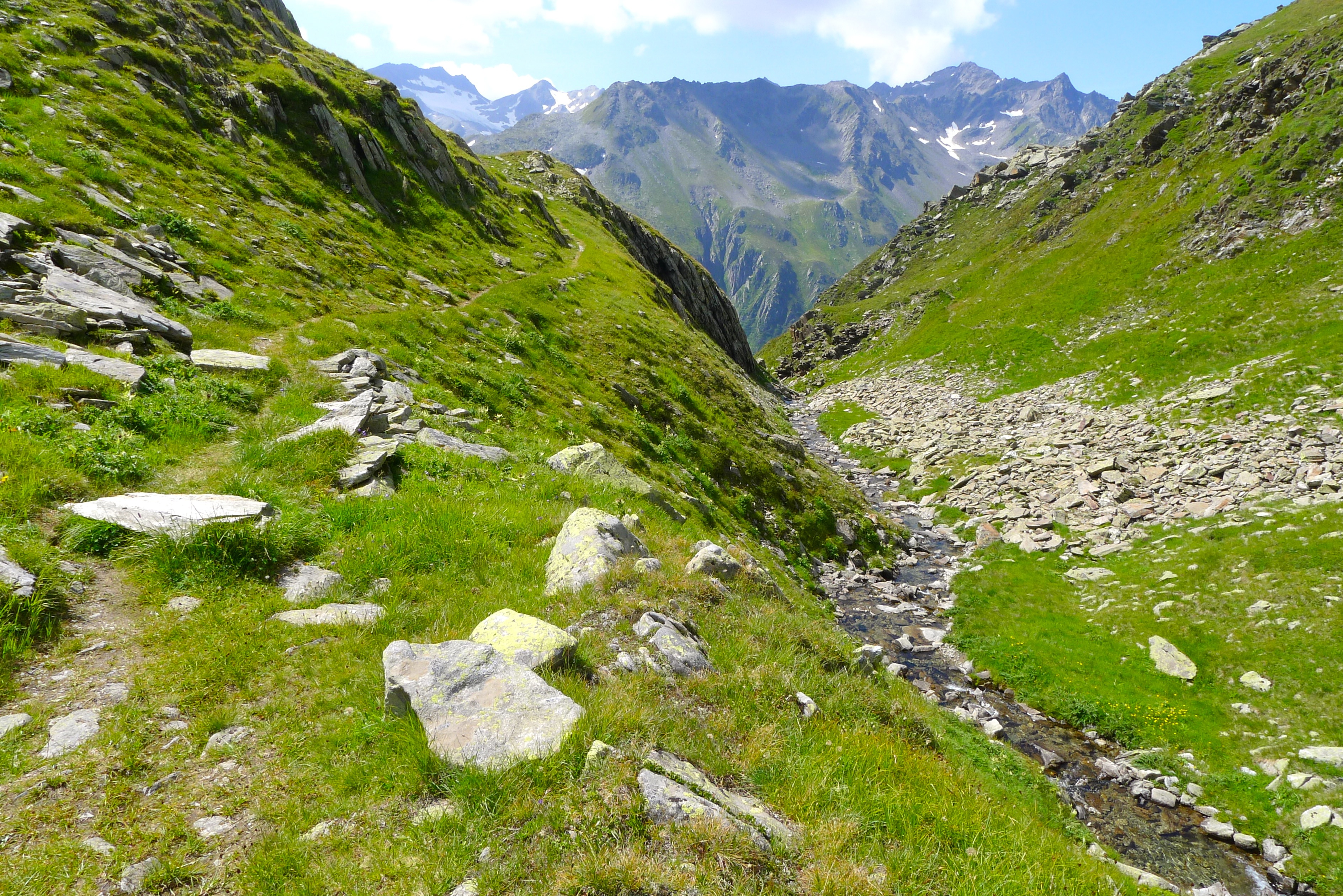
Flacherer Teil der Passroute am Trosbach bei Ober Lolen

Bei Ober Lolen liegen nah den Mauerresten einer Alphütte Felsbrocken sowie Steinplatten aus Gneis. In sie sind Zeichen, Buchstaben und Jahreszahlen eingeritzt. Der Historiker Georg Kaufmann vermutet einen Zusammenhang der Zeichensteine mit dem Dreißigjährigen Krieg im 17. Jahrhundert. Der Freistaat der Drei Bünde, Vorläufer des Kantons Graubünden, war damals in den europaweiten Grosskonflikt verwickelt, während sich Uri herauszuhalten versuchte. „Gewiss wurde neben dem Oberalppass auch das Einfallstor des Lolenpasses bewacht.“ (Georg Kaufmann) Der Historiker nimmt an, dass bei Ober Lolen eine Urner Militärstation eingerichtet war.